# Selma (Indiana)
Pour les articles homonymes, voir Selma.
Selma est une municipalité située dans le comté de Delaware, dans l’État de l'Indiana, aux États-Unis. Lors du recensement de 2020, elle comptait 747 habitants.